# Córrego Danta
Córrego Danta är en kommun i Brasilien.   Den ligger i delstaten Minas Gerais, i den sydöstra delen av landet, 500 km söder om huvudstaden Brasília. Antalet invånare är 3 391.
Omgivningarna runt Córrego Danta är huvudsakligen savann. Runt Córrego Danta är det mycket glesbefolkat, med 5 invånare per kvadratkilometer.